# Gearbox Software
Gearbox Software (від англ. «gearbox» — укр. «коробка передач»; вимовляючи. «Ґірбокс») —  американський розробник відеоігор зі штаб-квартирою в Фриско, штат Техас. Компанію заснували у 1999 році виходці з раніше закритої студії Rebel Boat Rocker.  
У 2015 році Gearbox розширили свою сферу діяльності, відкривши видавничий підрозділ Gearbox Publishing. У 2019 році було створено материнську компанію The Gearbox Entertainment Company для забезпечення потреб Gearbox Software і Gearbox Publishing. У квітні 2021 року Embracer Group придбали Gearbox Entertainment за $1,3 млрд, зробивши компанію головою однієї зі своїх оперативних груп. У жовтні 2021 року було відкрито третій підрозділ лейблу, Gearbox Studios, що зосереджуватиметься на теле- та кіновиробництві. У 2024 році компанія перейшла у власність Take-Two Interactive, які викупили її у Embracer за $460 млн. 

## Історія

### Заснування та перші кроки (1999—2008)
Gearbox Software була заснована 16 лютого 1999 року п'ятьма членами команди ліквідованої на той момент студії Rebel Boat Rocker: Ренді Пітчфордом, Браяном Мартелом, Стівеном Балом, Лендоном Монтгомері та Робом Хейронімусом.До Rebel Boat Rocker Пітчфорд і Мартел працювали разом у 3D Realms, а Монтгомері раніше працював у Bethesda Softworks. До 2000 року робочий штат студії налічував 15 осіб.
Вони почали з розробки доповнень до Half-Life від Valve. Пізніше студія займалась портуванням Half-Life на консольні ігрові платформи, завдяки чому компанія накопичила досвід у створенні консольних ігор, а також розвинула успішну гілку Counter-Strike у франшизі Half-Life. До виходу Half-Life 2, Gearbox Software встигли взяти участь у розробці кожного доповнення або порту до Half-Life, включаючи Opposing Force, Blue Shift, Counter-Strike: Condition Zero, Half-Life для PlayStation 2 (включно з Half-Life: Decay) і Half-Life для Dreamcast (включаючи Blue Shift). Розширившись, студія почала співпрацювати з іншими видавцями. Вони продовжили свою роботу над портуванням ігор, при цьому кожен порт містив розроблений Gearbox додатковий вміст, але цього разу порти розроблялись з консолей на ПК-платформу. Ці проєкти включали Tony Hawk's Pro Skater 3 і Halo: Combat Evolved, що дозволило їм налагодити нові трудові відносини з такими іменитими видавцями як Activision і Microsoft Game Studios відповідно. Розробка відеогри по франшизі про Джеймса Бонда, James Bond 007: Nightfire, для Electronic Arts також відбулася протягом перших п'яти років існування компанії.
У 2005 році Gearbox Software випустили свою першу гру на основі оригінальної ІВ — Brothers in Arms, випустивши Brothers in Arms: Road to Hill 30 на Microsoft Windows, Xbox і PlayStation 2. Пізніше того ж року вийшло її продовження Brothers in Arms: Earned in Blood. У 2008 році відбувся реліз наступної гри в цій франшизі Brothers in Arms: Hell's Highway.
У 2007 році Gearbox повідомили про участь у нових проєктах на основі ліцензованої ІВ у сфері кіно, що включали кримінальну драму Сутичка і класику наукової фантастики Чужий. У своєму вересневому випуску видання Game Informer заявили, що розробка гри по фільму Сутичка ще не почалася, оскільки запланований партнер по проєкту збанкрутував. Пізніше Sega анонсували ритмічну гру Samba de Amigo за Wii-версію якої відповідали Gearbox.

### Borderlandsі розширення студії (2009—2015)
Робота над новим проєктом на основі оригінальної ІВ — Borderlands почалася приблизно в 2005 році та вперше гра була анонсована в 2007 році. Пітчфорд описав гру як поєднання рольових ігор, на кшталт Diablo і NetHack, та шутерів від першої особи по типу Duke Nukem. Визначальними особливостями Borderlands стали графічний стиль із чітко окресленими краями текстур та процедурно згенерована система здобичі, яка була здатна генерувати мільйони різних предметів спорядження. Borderlands була випущена у жовтні 2009 року під видавництвом 2K Games, дочірньої компанії Take-Two Interactive. До серпня 2011 року було продано понад 4,5 млн копій, що стало для Gearbox критичним успіхом і дозволило їм розширити студію та значно збільшити бюджети для наступних проєктів. В подальшому Gearbox розробили два продовження в цій франшизі: Borderlands 2 (2012) і Borderlands 3 (2019), а також спіноф Tiny Tina's Wonderlands (2022). В цій серії виходили й ігри від інших студій: Borderlands: The Pre-Sequel від 2K Australia та Tales from the Borderlands від Telltale Games. Наразі Gearbox і Take-Two також співпрацюють з Lionsgate над розробкою однойменного ігрового фільму, який станом на листопад 2022 року перебуває на етапі постпродакшну.
У липні 2013 року Gearbox оголосили про плани перевидання Homeworld і Homeworld 2 у високій роздільній здатності для актуалізації цієї культової серії на сучасних ігрових платформах, з планами їх подальшої цифрової дистриб'юції. В травні 2013 року на Gearbox Software було подано судовий позов через те, що геймплей розробленої ними сумісно з Sega гри Aliens: Colonial Marines не відповідав обіцяному в демонстраціях «реального ігрового процесу» показаному на ігрових презентаціях. У липні 2014 року Ренді Пітчфорд офіційно оскаржив цей груповий позов, заявивши, що розробка цієї гри коштувала студії мільйони доларів з власних коштів, а за рекламу будь-якої гри несе відповідальність виключно її видавець, у випадку з Colonial Marines — Sega.
У грудні 2015 року Gearbox відкрили свій другий структурний підрозділ Gearbox Studio Québec у Квебеку, Канада на чолі з Себастьєном Кессе та колишнім арт-директором Activision П’єром-Андре Дері. Команда налічує понад 100 співробітників і бере участь у розробці оригінальних AAA-проєктах компанії.

### Реструктуризація та придбання компанією Embracer Group (2015—2024)
Компанія відкрила власний видавничий підрозділ Gearbox Publishing у 2015 році, про що вперше було оголошено громадськості в грудні 2016 року. Першою виданою грою став проєкт сторонніх розробників — оновлена Bulletstorm від People Can Fly. Пітчфорд пояснив, що компанія планує розширення в інші сфери діяльності окрім відеоігор і відкриття Gearbox Publishing має стати відправною точкою для цього. Пізніше, у травні 2019 року, було відкрито The Gearbox Entertainment Company, Inc. (Gearbox Entertainment), що стала материнською компанією як для Gearbox Software, так і для Gearbox Publishing.
Співзасновник Лендон Монтгомері, який покинув компанію приблизно в 2007 році, помер 25 березня 2020 року.
У квітні 2021 року Gearbox Entertainment була повністю придбана Embracer Group приблизно за $1,3 млрд та зайняла місце голови одного з численних оперативних підрозділів шведського холдингу. Пітчфорд розповів, що в той час як компанія шукала залучення капіталу в період з 2016 року, вони зустрічалися з представниками Embracer і розпочали переговорний процес, розглядаючи їх децентралізовану модель управління як найкомфортнішу для подальшої роботи Gearbox. 2K Games залишилися в правлінні Gearbox і продовжили видавати серію Borderlands.
Gearbox Entertainment відкрили свою другу канадську студію, Gearbox Studio Montreal, у серпні 2021 року до якої увійшло 250 нових співробітників, довівши загальну кількість співробітників Gearbox до 850.
У жовтні 2021 року Gearbox оголосили про створення Gearbox Studios як третьої дочірньої компанії під керівництвом Gearbox Entertainment Company, що зосередиться на теле- та кіновиробництві, а Пітчфорд займе посаду президента Gearbox Studios разом із посадами президента і генерального директора материнської компанії. Колишній технічний директор Стів Джонс був призначений президентом Gearbox Software замість Пітчфорда. У грудні 2021 року Embracer Group оголосили про намір придбати компанію Perfect World Entertainment, включно з її видавничим підрозділом і Cryptic Studios, та віддати їх під управління своєї операційної групи на чолі з Gearbox Entertainment. Після придбання у квітні 2022 року Perfect World Entertainment було перейменовано в Gearbox Publishing San Francisco, а нова назва застосована заднім числом до вже випущених ними в минулому ігор під видавництвом Perfect World.
У квітні 2022 року Gearbox Entertainment оголосили про придбання Lost Boys Interactive, які брали участь у розробці Tiny Tina's Wonderlands. Пізніше в листопаді Gearbox придбали права на ІВ Risk of Rain у Hopoo Games. У той же час Embracer передали студію Volition, яка до того знаходилась у їх оперативній групі Deep Silver, під керівництво Gearbox Entertainment. Роком пізніше Volition все ж закриється через масштабну реструктуризацію Embracer Group. Крім того, Eidos Shanghai, ще одна студія Embracer Group, була передана Gearbox Publishing San Francisco та перейменована в Gearbox Studio Shanghai того ж місяця.
У січні 2023 року Gearbox Entertainment придбали Captured Dimensions, техаську компанію з 3D-моделювання. У вересні 2023 року стало відомо, що через реструктуризацію Embracer Group у Gearbox Publishing пройшла масова хвиля звільнень персоналу. Через місяць те ж саме відбулося і у Cryptic Studios, яку тепер перевели до іншого оперативного підрозділу холдингу під керівництвом DECA Games.

### Перехід до Take-Two Interactive (2024—теперішній час)
28 березня 2024 року компанія Take-Two Interactive оголосила про свої плани придбання Gearbox Software до червня того ж року за $460 млн. Завдяки цій угоді Take-Two отримає право власності на такі франшизи, як Borderlands, Tiny Tina's Wonderland, Homeworld, Risk of Rain, Brothers in Arms та Duke Nukem. До угоди також увійшли ряд студій підконтрольних головному офісу Gearbox, зокрема Gearbox Frisco (Gearbox Software), Gearbox Montreal, Gearbox Quebec і Gearbox Publishing. Embracer зберегли за собою студії Gearbox San Francisco, Lost Boys Interactive, Captured Dimensions, Cryptic Studios, а також видавничі права на Remnant 2, Hyper Light Breaker та інші неанонсовані тайтли.

## Дочірні підприємства
| Структурні підрозділи   | Місцезнаходження   | Придбання / Відкриття | Дж.    |
| ----------------------- | ------------------ | --------------------- | ------ |
| Gearbox Publishing      | Фриско, Техас, США | 2015                  | [ 51 ] |
| Gearbox Properties      |                    |                       | [ 51 ] |
| Gearbox Software        | Фриско, Техас, США | лютий 1999            | [ 51 ] |
| Gearbox Studio Montreal | Монреаль, Канада   | серпень 2021          | [ 32 ] |
| Gearbox Studio Québec   | Квебек, Канада     | грудень 2015          | [ 21 ] |
| Gearbox Studio Shanghai | Шанхай, Китай      | серпень 2022          | [ 40 ] |
| Gearbox Studios         |                    | жовтень 2021          | [ 51 ] |

## Розроблені відеоігри
| Рік  | Назва                                      | Платформи                                                                                   | Видавець                | Дж.    |
| ---- | ------------------------------------------ | ------------------------------------------------------------------------------------------- | ----------------------- | ------ |
| 1999 | Half-Life: Opposing Force                  | Linux, macOS, Microsoft Windows                                                             | Sierra Studios          | [ 52 ] |
| 2001 | Half-Life: Blue Shift                      | Linux, macOS, Microsoft Windows                                                             | Sierra Studios          | [ 53 ] |
| 2001 | Half-Life                                  | PlayStation 2 (порт)                                                                        | Sierra Studios          | [ 54 ] |
| 2001 | Half-Life: Decay                           | PlayStation 2                                                                               | Sierra Studios          | [ 55 ] |
| 2002 | Tony Hawk's Pro Skater 3                   | Microsoft Windows (порт)                                                                    | Activision              | [ 56 ] |
| 2002 | James Bond 007: Nightfire                  | Microsoft Windows                                                                           | EA Games                | [ 57 ] |
| 2003 | Halo: Combat Evolved                       | Microsoft Windows (порт)                                                                    | Microsoft Game Studios  | [ 58 ] |
| 2005 | Brothers in Arms: Road to Hill 30          | Microsoft Windows, macOS, PlayStation 2, Xbox                                               | Ubisoft                 | [ 59 ] |
| 2005 | Brothers in Arms: Earned in Blood          | Microsoft Windows, macOS, PlayStation 2, Xbox, Wii                                          | Ubisoft                 | [ 59 ] |
| 2006 | Brothers in Arms: D-Day                    | PlayStation Portable                                                                        | Ubisoft                 | [ 60 ] |
| 2007 | Brothers in Arms DS                        | Nintendo DS                                                                                 | Ubisoft                 | [ 61 ] |
| 2008 | Samba de Amigo                             | Wii                                                                                         | Sega                    | [ 62 ] |
| 2008 | Brothers in Arms: Double Time              | macOS, Wii                                                                                  | Ubisoft                 | [ 63 ] |
| 2008 | Brothers in Arms: Hell's Highway           | Microsoft Windows, PlayStation 3, Xbox 360                                                  | Ubisoft                 | [ 59 ] |
| 2009 | Borderlands                                | Microsoft Windows, macOS, PlayStation 3, Xbox 360                                           | 2K Games                | [ 64 ] |
| 2011 | Duke Nukem Forever                         | Microsoft Windows, macOS, PlayStation 3, Xbox 360                                           | 2K Games                | [ 65 ] |
| 2011 | Aliens Infestation                         | Nintendo DS                                                                                 | Sega                    | [ 66 ] |
| 2012 | Borderlands 2                              | Microsoft Windows, macOS, Linux, PlayStation 3, PlayStation Vita, Xbox 360                  | 2K Games                | [ 67 ] |
| 2012 | Borderlands Legends                        | iOS                                                                                         | 2K Games                | [ 68 ] |
| 2013 | Aliens: Colonial Marines                   | Microsoft Windows, PlayStation 3, Xbox 360                                                  | Sega                    | [ 69 ] |
| 2014 | Borderlands: The Pre-Sequel                | Microsoft Windows, macOS, Linux, PlayStation 3, Xbox 360                                    | 2K Games                | [ 70 ] |
| 2015 | Borderlands: The Handsome Collection       | PlayStation 4, Xbox One                                                                     | 2K Games                | [ 71 ] |
| 2015 | Homeworld Remastered Collection            | Microsoft Windows, macOS                                                                    | Gearbox Software, Aspyr | [ 72 ] |
| 2016 | Battleborn                                 | Microsoft Windows, PlayStation 4, Xbox One                                                  | 2K Games                | [ 73 ] |
| 2016 | Duke Nukem 3D: 20th Anniversary World Tour | Microsoft Windows, PlayStation 4, Xbox One                                                  | Gearbox Publishing      | [ 74 ] |
| 2019 | Penn & Teller VR: F U, U, U, & U           | Microsoft Windows, PlayStation VR, Oculus Quest                                             | Gearbox Publishing      | [ 75 ] |
| 2019 | Borderlands 3                              | Microsoft Windows, PlayStation 4, Xbox One, Google Stadia                                   | 2K Games                | [ 76 ] |
| 2022 | Tiny Tina's Wonderlands                    | Microsoft Windows, PlayStation 4, PlayStation 5, Xbox One, Xbox Series X/S                  | 2K Games                | [ 77 ] |
| 2022 | New Tales from the Borderlands             | Microsoft Windows, PlayStation 4, PlayStation 5, Xbox One, Xbox Series X/S, Nintendo Switch | 2K Games                | [ 78 ] |
| 2024 | Risk of Rain 2: Seekers of the Storm       | Microsoft Windows                                                                           | Gearbox Publishing      | [ 79 ] |
| 2025 | Borderlands 4                              | Microsoft Windows, PlayStation 5, Xbox Series X/S                                           | 2K Games                | [ 80 ] |

## Видані відеоігри
| Рік  | Назва                                                    | Платформи                                                                                   | Розробник             | Дж.    |
| ---- | -------------------------------------------------------- | ------------------------------------------------------------------------------------------- | --------------------- | ------ |
| 2016 | Homeworld: Deserts of Kharak                             | macOS, Microsoft Windows                                                                    | Blackbird Interactive | [ 81 ] |
| 2017 | Bulletstorm: Full Clip Edition                           | Microsoft Windows, PlayStation 4, Xbox One, Nintendo Switch                                 | People Can Fly        | [ 82 ] |
| 2017 | Fortnite (фізичні копії)                                 | Microsoft Windows, PlayStation 4, Xbox One                                                  | Epic Games            | [ 83 ] |
| 2017 | Desert Bus VR                                            | Microsoft Windows                                                                           | Dinosaur Games        | [ 84 ] |
| 2018 | We Happy Few                                             | Microsoft Windows, PlayStation 4, Xbox One                                                  | Compulsion Games      | [ 85 ] |
| 2018 | Earthfall                                                | Microsoft Windows, PlayStation 4, Xbox One, Nintendo Switch                                 | Holospark             | [ 86 ] |
| 2019 | Trover Saves the Universe                                | Microsoft Windows, PlayStation 4, Xbox One, Nintendo Switch                                 | Squanch Games         | [ 87 ] |
| 2020 | Risk of Rain 2                                           | Microsoft Windows, PlayStation 4, Xbox One, Nintendo Switch, Google Stadia                  | Hopoo Games           | [ 37 ] |
| 2020 | Godfall                                                  | Microsoft Windows, PlayStation 4, PlayStation 5, Xbox One, Xbox Series X/S                  | Counterplay Games     | [ 88 ] |
| 2021 | Tribes of Midgard                                        | Microsoft Windows, PlayStation 4, PlayStation 5, Xbox One, Xbox Series X/S, Nintendo Switch | Norsfell Games        | [ 89 ] |
| 2022 | Have a Nice Death                                        | Microsoft Windows                                                                           | Magic Design Studios  | [ 90 ] |
| 2022 | Eyes in the Dark: The Curious Case of One Victoria Bloom | Microsoft Windows                                                                           | Under The Stairs      | [ 91 ] |
| 2023 | Blanc                                                    | Microsoft Windows, Nintendo Switch                                                          | Casus Ludi            | [ 92 ] |
| 2023 | Risk of Rain Returns                                     | Microsoft Windows, Nintendo Switch                                                          | Hopoo Games           | [ 93 ] |
| 2023 | Remnant 2                                                | Microsoft Windows, PlayStation 5, Xbox Series X/S                                           | Gunfire Games         | [ 43 ] |
| 2023 | UFO: Unidentified Falling Objects                        | Microsoft Windows, Nintendo Switch                                                          | Andrew Morrish        | [ 94 ] |
| 2023 | Relic Hunters Legend                                     | Microsoft Windows                                                                           | Rogue Snail           | [ 95 ] |
| 2024 | Homeworld 3                                              | Microsoft Windows                                                                           | Blackbird Interactive | [ 96 ] |
| 2024 | Hyper Light Breaker                                      | Microsoft Windows                                                                           | Heart Machine         | [ 97 ] |
| 2024 | Gigantic: Rampage Edition                                | Windows, PlayStation 4, PlayStation 5, Xbox One, Xbox Series X/S                            | Abstraction           | [ 98 ] |